# Dụng hạ biến di
Dụng hạ biến di (chữ Hán: 用夏變夷) là một khái niệm trong ý thức hệ Hoa Di.

## Lịch sử
Dụng hạ biến di đều đúng, hàm nghĩa "đem văn minh mà tưới khắp vùng u tối". Thành ngữ này xuất hiện sớm nhất trong sách Mạnh Tử, thiên Đằng Văn Công chi thượng (孟子·滕文公上): Tôi nghe rằng, dùng đạo hoa hạ để biến hóa cái tục man di, chứ chửa nghe biến hóa về tục man di bao giờ (吾聞用夏變夷者，未聞變於夷者也). Tư tưởng này được coi như sự bổ khuyết cho ý thức hệ dĩ hoa vi trung và được các triều đình thuộc Vùng văn hóa chữ Hán áp dụng triệt để nhằm củng cố thế lực, đôi khi chỉ đơn thuần đồng hóa các cộng đồng khác phong tục tập quán. Vì vậy, trong ấn phẩm Ngàn năm áo mũ (Nhã Nam xuất bản, 2013), tác giả Trần Quang Đức gọi là tư tưởng đế vương, hay có thể diễn giảng là bá quyền.
Ở hậu kì trung đại, khi vùng lõi Hán quyển mất dần tính chính thống, bị các bộ lạc ngoại vi xâm phạm và cải lập chính thể theo phong hóa của họ, giới tinh anh thường nhận định rằng "Lễ mất ở trung quốc có thể tìm thấy ở tứ di".

## Liên kết
1. ↑  詞條名稱：用夏變夷
2. ↑  "用夏变夷的意思与拼音，用夏变夷的出处典故". Bản gốc lưu trữ ngày 10 tháng 8 năm 2020. Truy cập ngày 27 tháng 12 năm 2020.